# Haworth Memorial Lecture
Die Haworth Memorial Lecture der Kohlenhydrat-Gruppe der  Royal Society of Chemistry (RSC) wird seit 1971 in der Regel alle zwei Jahre für nachhaltige international anerkannte Leistungen in der Chemie der Kohlenhydrate verliehen. Sie ist nach Norman Haworth benannt, der von 1944 bis 1946 Präsident der RSC war. Er wird auf der Herbsttagung der Kohlenhydrat-Gruppe verliehen.

## Preisträger
- 1971 Maurice Stacey
- 1973 Horace S. Isbell
- 1975 J. K. N. Jones (Ken Jones)
- 1978 Raymond U. Lemieux
- 1980 Stephen Angyal
- 1981 Bengt Lindberg
- 1983 Hans Paulsen
- 1985 Leslie Hough
- 1987 keine Preisverleihung
- 1989 Nikolai Konstantinowitsch Kotschetkow
- 1991 Derek Horton
- 1993 Tomoya Ogawa
- 1995 Bertram Fraser-Reid
- 1997 keine Preisverleihung
- 1998 George A. Jeffrey
- 1999 George W. J. Fleet
- 2001 Steven Ley
- 2003 Anne Dell
- 2005 Richard R. Schmidt
- 2007 John Stuart Brimacombe
- 2009 Andrea Vasella
- 2010 Pierre Sinay
- 2012 David R. Bundle
- 2015 David Crich
- 2016 Fraser Stoddart
- 2018 Gideon Davies
- 2020 Ten Feizi
- 2022 Stephen Withers